# Blazin’ Squad
Blazin’ Squad – angielski zespół hiphopowy. Na początku zespół składał się z 10 członków o pseudonimach: Reepa, Krazy, Kenzie, Flava, Tommy-B, Spike-e, Strider, Rocky-B, Freek i Melo-D. Cała dziesiątka pochodzi z Walthamstow, miejscowości położonej na południe od Londynu. Poznali się w wieku 14 lat i od tamtej pory zaczęli tworzyć muzykę.
W wieku 16 lat wydali pierwszy singel który zajął pierwsze miejsca na listach przebojów dzięki Crossroads. Dalszy sukces zawdzięczają hitom: Love On The Line, We Just Be Dreamin' lub Flip Reverse.
W 2004 r. wygasła ich umowa, więc chłopcy z zespołu nie mieli możliwości by dalej grać, dlatego też słuch o nich zaginął. Po 18 miesiącach powróciło na scenę trzech byłych członków BS: Strider, James i Kenzie jako Friday Hill. Niedługo potem wrócił zespół Blazin’ Squad. Niestety już nie w pełnym składzie. Zostali tylko: Rocky B, Spike-E, Melo-D i Reepa.
W 2009 r. Blazin Squad powrócili lecz w innym zestawie. Członkami są: James(Flava), James(Kenzie), Mus(Strider), Lee(Krazy) i Marcel(Rocky B). Ich najnowszy kawałek to "Let's Start Again".

## Skład
- Strider (Mustafa Armado Ibrahim Omer) ur. 9 listopada 1985 (FH)
- Spike-E (Samuel David Foulkes) ur. 18 listopada 1985 (BS)
- Melo-D (Christopher James McKeckney) ur. 20 listopada 1985 (BS)
- Kenzie (James Victor Mackenzie) ur. 6 stycznia 1986 (FH)
- Rocky B (Marcel Stephen Elliot Somerville) ur. 7 stycznia 1986 (BS)
- Freek (Oliver Constantine Georgiou) ur. 12 stycznia 1986
- Flava (James Terrence Murray) ur. 24 lutego 1986 (FH)
- Reepa (Stuart James Baker) ur. 12 marca 1986 (BS)
- Tommy B (Thomas Nicholas Beasley) ur. 20 marca 1986
- Krazy (Lee Colin Bailey) ur. 3 lipca 1986

- BS – członkowie Blazin'Squad
- FH – członkowie Friday Hill

## Dyskografia
- In the Beginning (2003)
- Now or Never (2004)